# St. Clemens (Oberhausen)

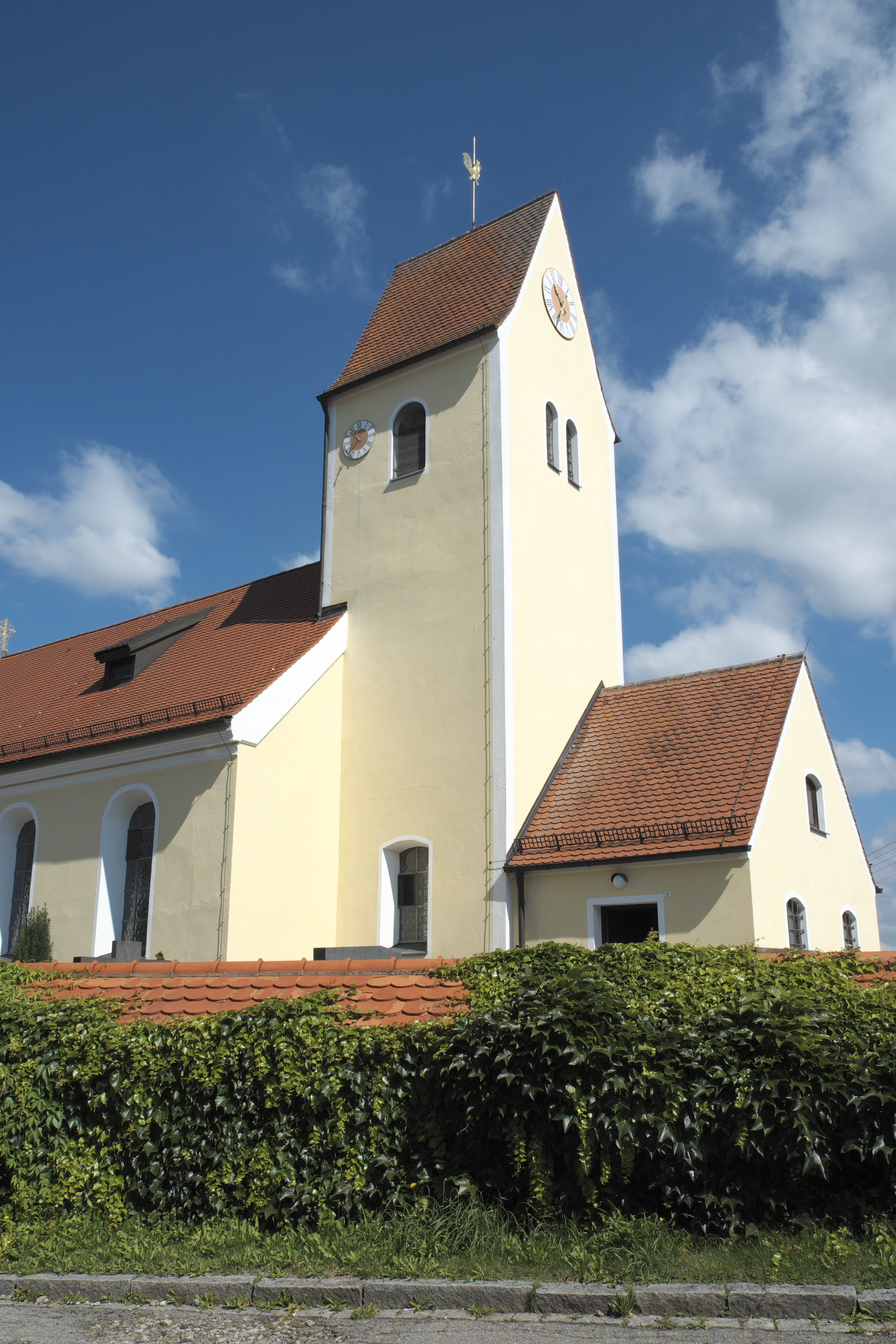
St. Clemens in Oberhausen

Die römisch-katholische Pfarrkirche St. Clemens steht in Oberhausen, einer Gemeinde im oberbayerischen Landkreis Neuburg-Schrobenhausen. Sie ist in der Liste der Baudenkmäler in Oberhausen (bei Neuburg/Donau) als Baudenkmal unter der Nr. D-1-85-150-1 eingetragen. Die Pfarrei gehört zum Dekanat Neuburg-Schrobenhausen im Bistum Augsburg.

## Beschreibung
Die neobarocke Saalkirche wurde 1910 nach Plänen von Joseph Elsner junior im Westen des um 1300 gebauten Chorturms des gotischen Vorgängerbauwerks errichtet. Im obersten Geschoss des Turms steht der Glockenstuhl mit drei Glocken, gegossen 1950 von Karl Czudnochowsky aus Erding, die auf die Schlagtöne fis‘ – a‘ – h‘ erklingen. Östlich ist die Sakristei angebaut.
Der Innenraum des Chors im Erdgeschoss des Chorturms ist mit einer Flachdecke überspannt. In ihm wurden Mitte des 18. Jahrhunderts die Altäre und die Kanzel errichtet.

## Orgel

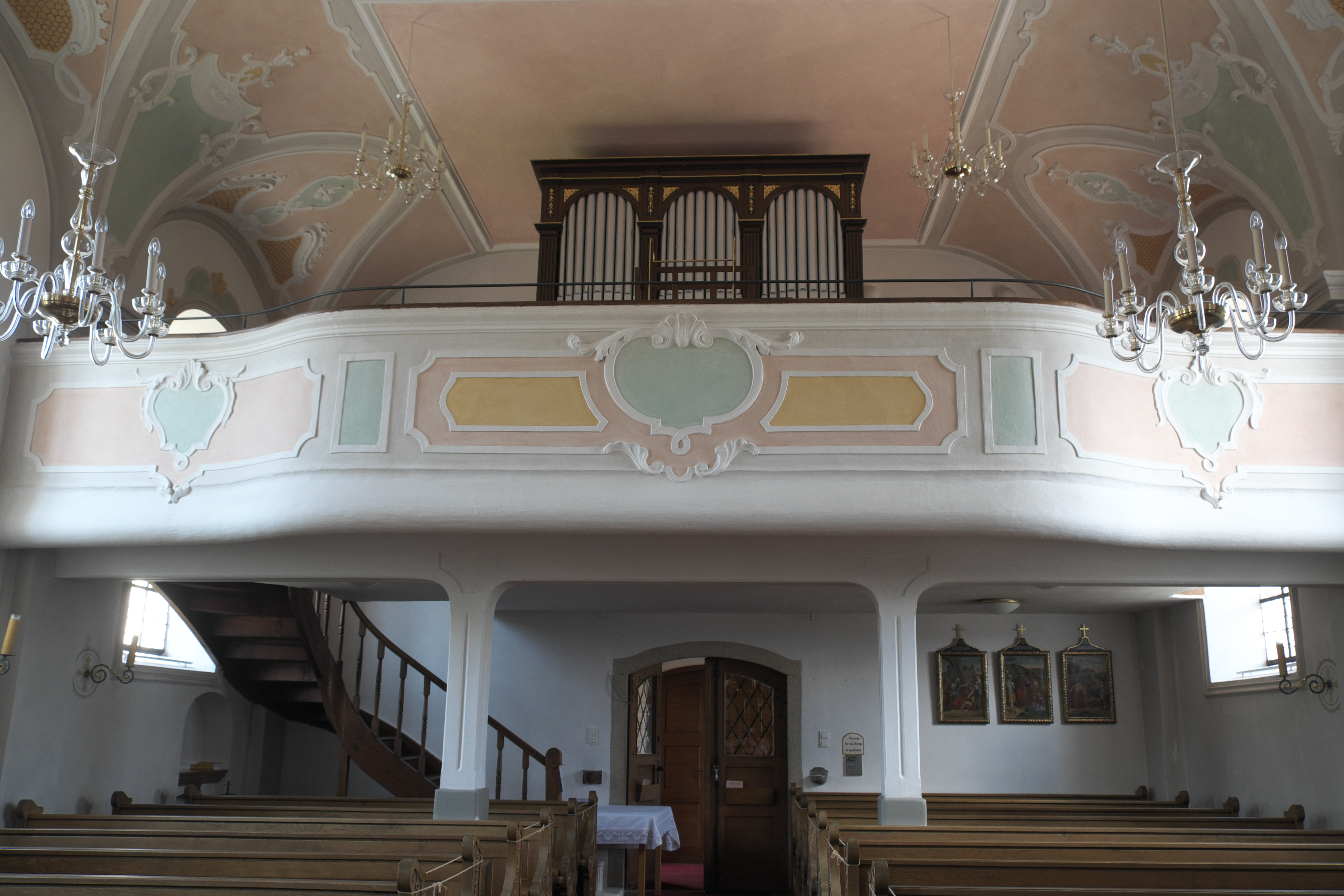
Orgel

Die pneumatische Orgel mit acht Registern auf einem Manual (Membranlade) und Pedal (Kegellade) wurde 1901 von Franz Borgias Maerz erbaut und um 1965 leicht verändernd umgebaut. Die heutige Disposition lautet:
| Manual       |       |       |
| Principal    | 8′    |       |
| Gedeckt      | 8′    |       |
| Salicional   | 8′    |       |
| Octav        | 4′    |       |
| Traversflöte | 4′    |       |
| Waldflöte    | 2′    | (neu) |
| Mixtur III   | 2 ⁄3′ |       |

| Pedal  |     |
| Subbaß | 16′ |

- Koppel: M/P